# Ждан, Виталий Николаевич
Виталий Николаевич Ждан (5 ноября 1913, Ново-Вилейск, Виленская губерния — 14 сентября 1993, Одесса) — советский и российский киновед, ректор Всесоюзного государственного института кинематографии (1973—1986). Заслуженный деятель искусств РСФСР (1969).

## Биография
Родился 5 ноября 1913 года.
В 1933 году окончил искусствоведческое отделение Ленинградского института истории, философии и лингвистики, а в 1938 году — аспирантуру Государственной академии искусствознания в Ленинграде и некоторое время работал там в качестве старшего научного сотрудника. В 1939—1945 годах работал главным редактором Главного управления по производству научных и научно-технических фильмов Комитета по делам кинематографии при Совнаркоме СССР и Главного морского штаба Военно-морского флота СССР. В марте 1946 года награждён орденом Красной Звезды. С 1946 по 1954 год — главный редактор и заместитель начальника главного управления по производству научно-популярных фильмов Министерства кинематографии СССР. В 1948 году вступил в ВКП(б), в 1951 году — в Союз писателей СССР.
С 26 июля 1951 года — главный редактор журнала «Искусство кино». 5 августа 1955 года получил выговор за публикацию в журнале статьи, в которой была дана положительная характеристика Ху Фэну. 7 сентября 1956 года освобождён от должности.
В 1956—1960 годах — советник по вопросам культуры Посольства СССР во Франции.
В 1946 году пришёл на кафедру киноведения Всесоюзного государственного института кинематографии. В 1950 году стал доцентом кафедры истории кино.
В 1960 году вернулся во ВГИК, где работал заведующим издательским отделом, а с 1964 года заведующим кафедрой истории и теории кино и проректором по научно-творческой работе. В 1971 году защитил диссертацию на соискание учёной степени доктора искусствоведения на тему «Поэтика фильма». В 1972 году ему присвоено учёное звание профессора.
B 1973—1986 годах — ректор Всесоюзного государственного института кинематографии. Киновед Владимир Утилов писал:

ВГИК 70-х и 80-х — а именно на это время падает ректорство В. Н. Ждана — в памятном 1986-м пытались представить квинтэссенцией серости и казённой скуки. Спорный тезис — достаточно вспомнить, что именно во ВГИКе изгнанный отовсюду Мераб Мамардашвили прочёл свой нашумевший курс; что во ВГИКе студентам показывали изъятые из проката или, наоборот, не попавшие на экран фильмы Тарковского и Кончаловского, Милоша Формана, Веры Хитиловой, Клоса и Кадара, Вайды и Занусси; что горстка по-европейски образованных и отвергающих идеологические шаблоны педагогов не только выросла количеством, но и определяла самое важное в учебном заведении — его духовный климат. Иначе не могло и быть — Виталий Николаевич был человеком культуры, а не мобилизованным на «идеологический фронт» функционером. Естественно, его институт действовал в чётко определенном социально-политическом контексте; естественно, ректор не мог выйти за жёсткие рамки своих полномочий; естественно, он был в позиции лоцмана, лавирующего между взаимоисключающими требованиями «сверху» и ожиданиями «снизу». И, разумеется, он находил компромиссный путь, но вот степень и уровень компромисса всегда определяет личность и культура руководителя.
Выступал в печати по вопросам киноискусства с 1940-х годов. Автор многочисленных статей и книг по теории, истории, эстетике киноискусства. Лауреат премий Союза кинематографистов СССР по киноведению и кинокритике за 1973 и 1983 год.
Был членом правления Союза кинематографистов СССР, вице-президентом Международной ассоциации школ кино и телевидения (SILECT).
Скончался 14 сентября 1993 года от почечной недостаточности в Одессе, куда приехал на отдых. Похоронен 20 сентября 1993 года в Москве на Хованском кладбище.